# マルタ騎士団員の肖像
『マルタ騎士団員の肖像』（マルタきしだんいんのしょうぞう、伊: Ritratto di un cavaliere di Malta, 英: Portrait of a Knight of Malta）は、イタリアのルネサンス期のヴェネツィア派の巨匠ティツィアーノ・ヴェチェッリオが1510年から1515年頃に制作した絵画である。油彩。マルタ騎士団に所属する騎士を描いた作品で、ジョルジョーネの影響を強く受けていた、ティツィアーノ初期の作品に典型的な特徴を示している。保存状態は悪い。現在はフィレンツェのウフィツィ美術館に所蔵されている。

## 作品
ティツィアーノは暗い背景から立ち現れる若い男性の半身像を描いている。男性は当時の流行であった短いあご髭と長髪を持ち、男性は白いシャツを着て、その上にマルタ騎士団に所属する騎士団員であることを示す銀のマルタ十字を刺繍した黒いローブをまとっている。また首には金の十字架のペンダントをかけ、右手にロザリオの大きな球形のビーズを持っている。ロザリオの最後のビーズには XXXV（35）という数字が刻まれており、肖像画が描かれた当時のモデルの年齢を示している。モデルをフィレンツェ包囲中に共和党の抵抗運動を率いた傭兵隊長ステファノ・コロンナ（Stefano Colonna）とする主張は広く受け入れられているが、近年、美術史家ハロルド・ウェゼイによって疑問視されている。

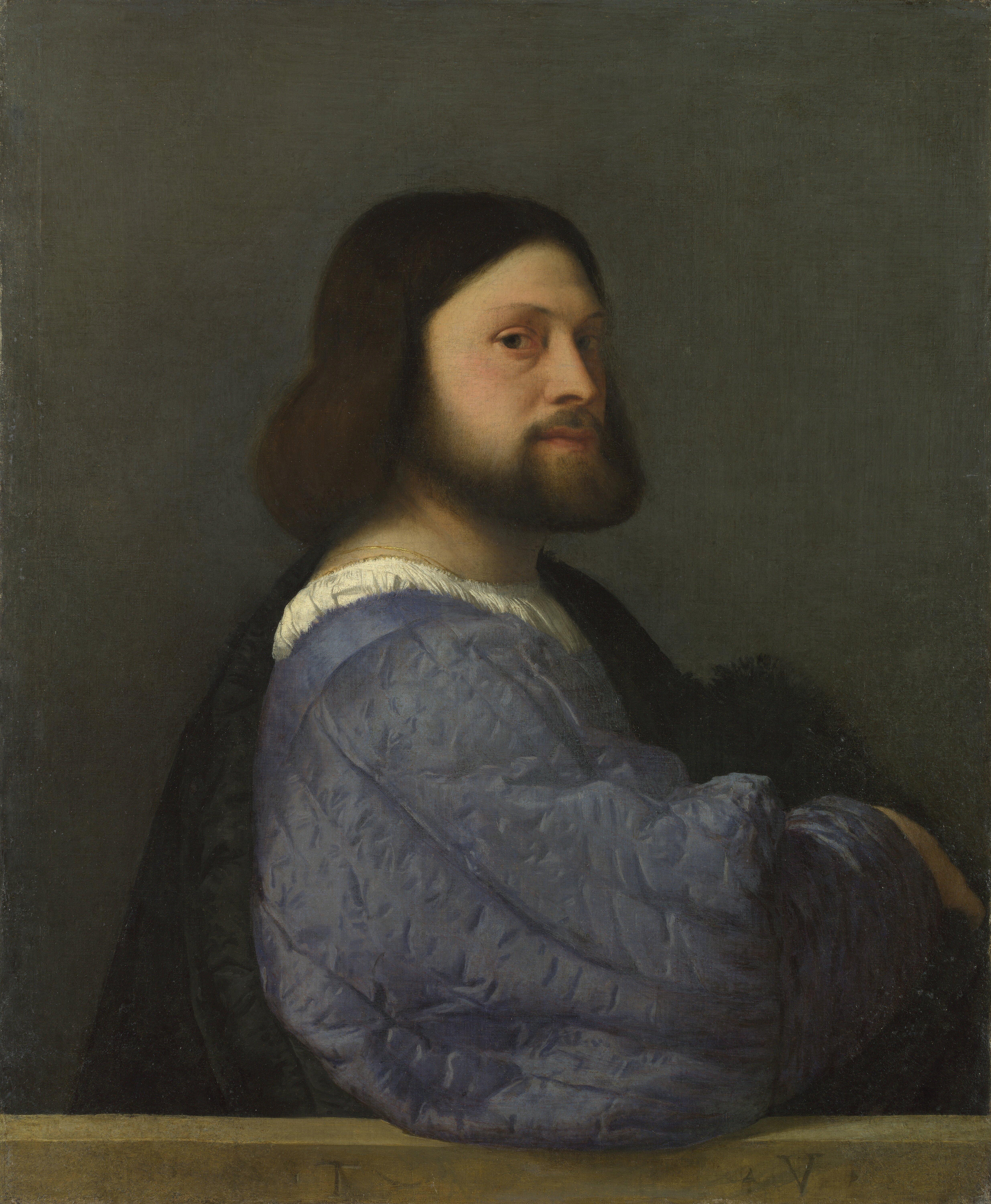
ティツィアーノの初期の『キルトの袖をつけた男の肖像』。ロンドン・ナショナル・ギャラリー所蔵。

19世紀には塗料の酸化により保存状態が悪化しており、制作者の特定は困難になっていた。ジョヴァンニ・バティスタ・カヴァルカゼルとジョゼフ・アーチャー・クロウ、ジョヴァンニ・モレッリは肖像画の制作者を決めかねた。オットー・ミュンドラー（Otto Mündler）はピエトロ・デラ・ヴェッキアの作品であり（1869年）、ロベルト・ロンギはパリス・ボルドーネの作品であると主張した。他の研究者はジョルジョーネとティツィアーノの間で揺れ動いた。バーナード・ベレンソンを含む一部の批評家は20世紀になってもジョルジョーネの帰属を主張し続けたが、今日では若きティツィアーノへの帰属は広く受け入れられている。
1998年にステファノ・スカルペリ（Stefano Scarpelli）の修復で、ワニスの層が除去されたことにより、画面の可読性が大きく改善された。それ以来、ジョルジョーネの影響を色濃く残した初期のティツィアーノ作品として言及されるようになった。

## 来歴
絵画は1654年に枢機卿レオポルド・デ・メディチによって購入された。レオポルド枢機卿はヴェネツィアの代理人パオロ・デル・セーラを通じて、ヴェネツィア派のいくつかの作品をコレクションしており、肖像画もそのうちの1点であった。購入価格は300ピアストルであり、当時すでにティツィアーノの自筆作品と見なされていた。肖像画は1677年にウフィツィ美術館のトリブーナに展示され、1709年にポッジョ・ア・カイアーノのメディチ家別邸に送られた。絵画の裏のラベルに示されているように、このときにはジョルジョーネの作とされていた。その後、何度か収蔵場所を移されたのちに、1798年に最終的にウフィツィ美術館に戻された。